# 6e cérémonie des Golden Horse Film Festival and Awards
La 6e cérémonie des Golden Horse Film Festival a eu lieu en 1968

## Meilleur film
The Road de Li Xing 

## Meilleur réalisateur
Pai Ching-jui pour Lonely Seventeen

## Meilleur acteur
Tsui Fu-sheng pour The Road

## Meilleure actrice
Ivy Ling Po pour Too Late for Love

## Meilleur acteur dans un second rôle
Ching Miao pour Too Late for Love

## Meilleure actrice dans un second rôle
Ouyang Sha-fei pour Too Late for Love

## Meilleur scénario
King Hu pour Dragon Gate Inn

## Meilleure musique
Wang Foo-ling pour Too Late for Love